# Mohammed Rageh
Mohammed Rageh, född 1 januari 1998, är en jemenitisk medeldistanslöpare.
Rageh tävlade för Jemen vid olympiska sommarspelen 2016 i Rio de Janeiro, där han blev utslagen i försöksheatet på 1 500 meter.